# Gunilla Lindberg

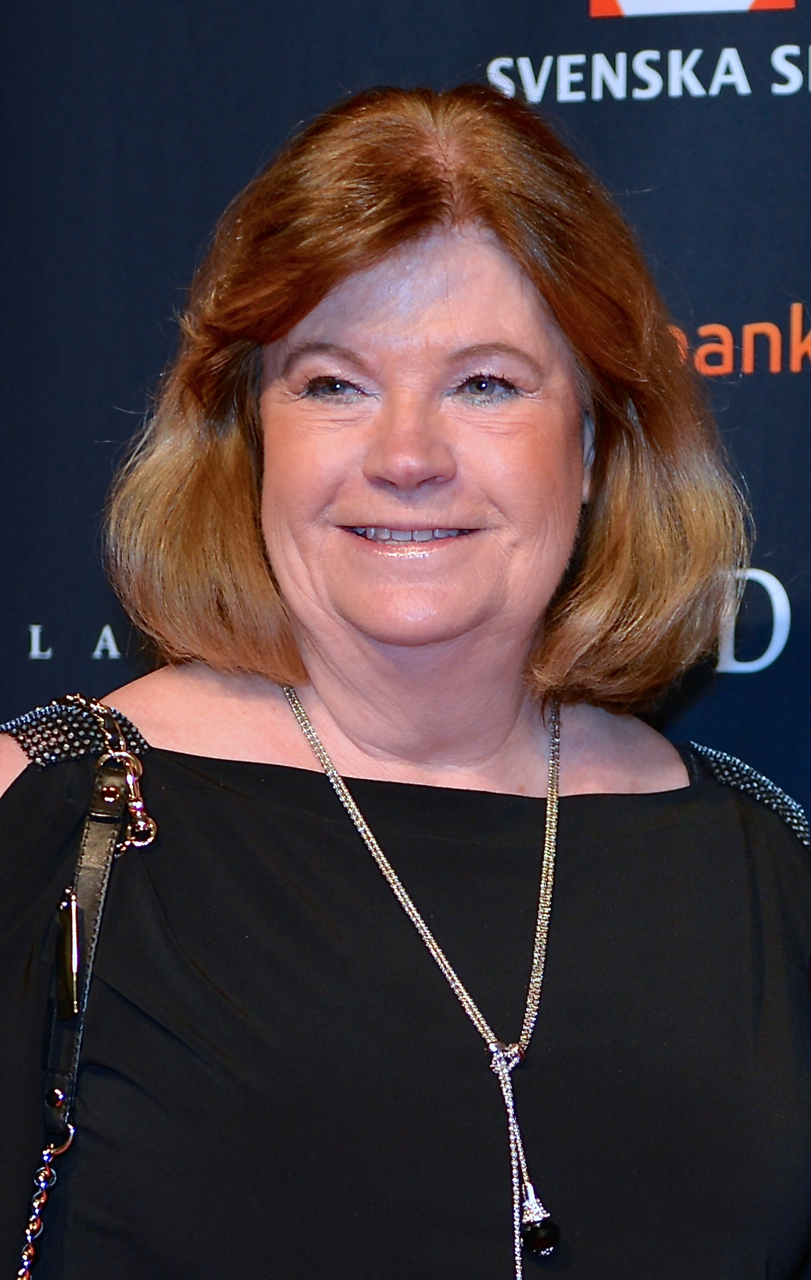
Gunilla Lindberg (2014)

Gunilla Lindberg  (* 6. Mai 1947 in Upplands Väsby) ist eine schwedische Sportfunktionärin.

## Allgemeines
Gunilla Lindberg arbeitet seit 1969 für das schwedische NOK. 1984 wurde sie stellvertretende Generalsekretärin, 1989 dann Generalsekretärin. Dieses Amt übt sie bis heute aus. Seit 1984 begleitet sie schwedische Olympiamannschaften als Stellvertreterin des Chef de Mission. Bei den Sommer- und Winterspielen zwischen 1984 und 1996 war sie zudem Pressechefin der schwedischen Delegationen. Seit 1993 ist sie Mitglied beim Dachverband der Nationalen Olympischen Komitees in Europa EOC und seit 2004 Generalsekretärin der Vereinigung der Nationalen Olympischen Komitees.

## IOC-Mitgliedschaft
1996 wurde Gunilla Lindberg zum IOC-Mitglied gewählt. Von 2004 bis 2008 war sie IOC-Vizepräsidentin. Aktuell ist sie Mitglied der Kommissionen für das olympische Programm, für die olympische Solidarität und für die Evaluierung der Vergabe der Olympischen Winterspiele 2024.